# The Valentine Girl
The Valentine Girl è un film muto del 1917 diretto da J. Searle Dawley.

## Produzione
Il film fu prodotto dalla Famous Players Film Company,

## Distribuzione
Distribuito negli Stati Uniti dalla Paramount Pictures (con il nome Famous Players-Lasky Corporation), il film uscì nelle sale il 22 aprile 1917.